# Ведлиц
Ведлиц (нем. Wedlitz) — деревня в Германии, в земле Саксония-Анхальт. Входит в состав города Нинбург (Зале) района Зальцланд.
Население составляет 425 человек (на 31 декабря 2006 года). Занимает площадь 11,81 км².
Впервые упоминается в 951 году.
До 31 декабря 2009 года имела статус общины (коммуны). 1 января 2010 года вошла в состав города Нинбург (Зале).